# Кућа Томислава Бошковића
Кућа Томислава Бошковића је грађевина која је саграђена током Другог светског рата. С обзиром да представља значајну историјску грађевину, проглашена је непокретним културним добром Републике Србије. Налази се у Радоињи, под заштитом је Завода за заштиту споменика културе Краљево.

## Историја
Кућа Томислава Бошковића је утврђена за културно добро због својих споменичких вредности као историјски и етнографски објекат. У њој је 1941. године боравио Врховни штаб Народноослободилачке борбе одмарајући се на свом путу према Босни. Кућа је саграђена почетком 20. века као дводелна брвнара над подрумом, четвороводни кров је био покривен шиндром. Кућа Томислава Бошковића у Радоињи више не постоји, на њеном месту су видљиви само темељи који су потпуно зарасли у коров. Завод не поседује техничку документацију тако да реконструкција споменика културе није могућа. У централни регистар је уписана 28. јуна 1983. под бројем СК 519, а у регистар Завода за заштиту споменика културе Краљево 12. јуна 1983. под бројем СК 138.